# Валдилана
Валдила̀на (на италиански: Valdilana) е община в Северна Италия, провинция Биела, регион Пиемонт. Административен център на общината е село Вале Мосо (Valle Mosso), което е разположено на 434 m надморска височина. Населението на общината е 10 988 души (към 2019 г.).
Общината е създадена в 1 януари 2019 г. Тя се състои от предшествуващите общини Вале Мосо, Мосо, Сопрана и Триверо.